# 더 셰프
《더 셰프》(영어: Burnt)는 2015년 개봉한 미국의 코미디 드라마 영화이다. 존 웰스가 감독하고, 스티븐 나이트가 각본을 맡았으며, 마이클 캘레즈니코가 원안을 썼다. 앙상블 캐스트로 브래들리 쿠퍼, 시에나 밀러, 오마르 시, 다니엘 브륄, 매슈 리스, 리카르도 스카마르초, 알리시아 비칸데르, 우마 서먼, 에마 톰프슨이 출연하였다. 이 영화는 와인스틴 컴퍼니 배급으로 2015년 10월 30일 개봉되었다.

## 줄거리
미슐랭 2스타라는 명예와 부를 거머쥔 프랑스 최고의 셰프 애덤 존스(브래들리 쿠퍼 분). 모든 것이 완벽해야만 하는 강박증세에 시달리던 그는 괴팍한 성격 탓에 일자리를 잃게 되고 기나긴 슬럼프에 빠지게 된다. 하지만 이내 자신의 모든 것을 걸고 마지막 미슐랭 3스타에 도전하기로 결심한 애덤은 각 분야 최고의 셰프들을 모으려는 불가능을 실행에 옮기기 위해 런던으로 떠나는데...

## 출연
- 브래들리 쿠퍼 - 애덤 존스 역
- 시에나 밀러 - 헬렌 스위니 역
- 오마르 시 - 미셸 역
- 다니엘 브륄 - 토니 발레르디 역
- 리카르도 스카마르초 - 맥스 역
- 샘 킬리 - 데이비드 역
- 알리시아 비칸데르 - 안 마리 역
- 매슈 리스 - 몽고메리 리스 역
- 우마 서먼 - 시몬 역
- 에마 톰프슨 - 로스힐드 박사 역
- 릴리 제임스 - 세라 역
- 세라 그린 - 케이틀린 역
- 헨리 굿맨 - 콘티 역
- 제이미 도넌 - 리언 스위니 역 (삭제 장면)